# Ташкентский метрополитен
Ташке́нтский метрополите́н (узб. Toshkent metropoliteni) — единственный метрополитен в Узбекистане, первый в Центральной Азии.
После открытия в 1977 году стал седьмым по счёту в СССР и на постсоветском пространстве после метрополитенов Москвы, Ленинграда (позже — Санкт-Петербурга), Киева, Тбилиси, Баку и Харькова. По длине эксплуатируемых линий занимает 68-е место в мире и третье — среди метрополитенов бывшего СССР (после Московского и Петербургского).
В отличие от большинства бывших советских станций метро, система неглубокая (её аналог — Минский метрополитен). С 1980 года до начала 1990-х годов носил имя В. И. Ленина. Ташкентский метрополитен состоит из четырёх линий, протяженностью 70,8 километра и 50 станций (31 подземных, 15 надземных и 4 наземных).
Долгое время обслуживался ассоциацией «Ташгорпасстранс» («Toshshahartransxizmat»), а с 28 октября 2016 по 16 октября 2021 годов входил в состав Узбекистанских железных дорог. 16 октября 2021 года постановлением Президента Узбекистана № ПП-5260 преобразован в ГУП «Ташкентский метрополитен» и передан в состав Министерства транспорта Республики Узбекистан.

## История
Работы по проектированию и строительству Ташкентского метрополитена начались в 1968 году, и первая линия (получившая позже название Чиланзарская) длиной 12,2 км с 9 станциями была запущена в 1977 году.
У истоков строительства стоял тоннельный отряд № 2, закончивший строительство тоннелей в Сибири и деривационного тоннеля в Андижане. Проектирование осуществлял специально созданный для строительства метро Ташкентский филиал Метрогипротранса (ныне Ташметропроект). В кратчайшие сроки была создана вся необходимая производственная база, организован выпуск бетонных конструкций и производство чугунных тюбингов.

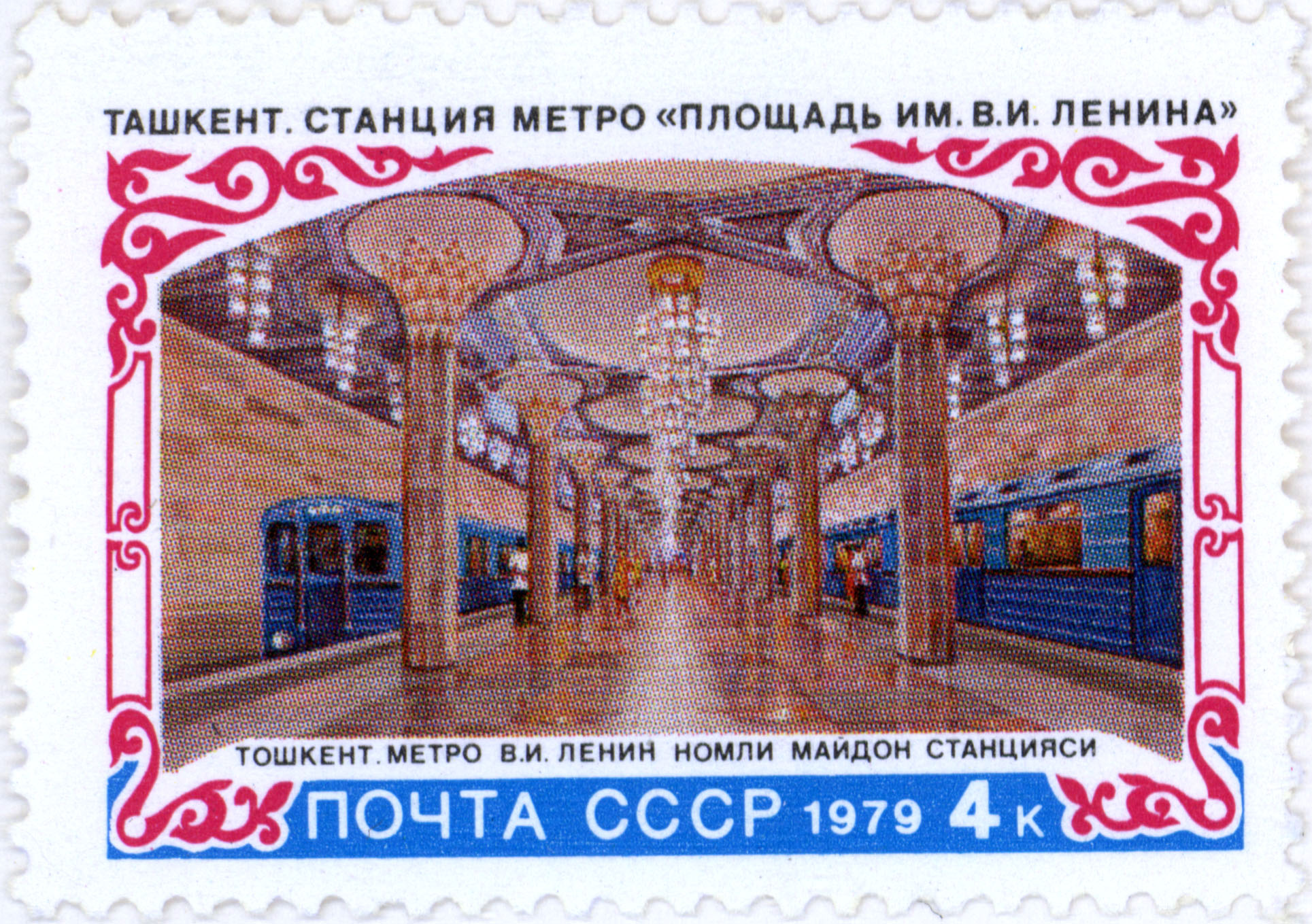
Станция «Площадь Ленина» (ныне «Мустакиллик майдони») на марке СССР, 1979 год.

Первый пусковой участок был сдан в эксплуатацию в ноябре 1977 года. Метрополитен в Ташкенте целиком мелкого заложения (за исключением станции «Юнус Раджаби», единственной станции глубокого заложения), большая часть перегонных тоннелей построена закрытым способом (щитовой проходкой). С самого начала сооружения метрополитена строились с учётом высокой сейсмичности региона (утверждается, что конструкции рассчитаны на противостояние землетрясениям до 9 баллов по шкале MSK-64). Конечно, столь разрушительных землетрясений, как произошедшее в 1966 году, с тех пор в Ташкенте не было, но более слабые толчки, регулярно случающиеся в этом районе, метрополитен выдержал. Работа метрополитена ни разу не прерывалась с момента открытия первого участка (за исключением ограничений, связанных с пандемией COVID-19).
По описаниям строительства, при проходке перегонных тоннелей строители столкнулись со сложным поведением лёссовых грунтов (которыми в основном и представлена геология Ташкента).
При работе механизированных щитов из-за вибрации механизмов происходило уплотнение массива (и соответственно уменьшение занимаемого грунтом объёма). В результате щиты неоднократно проваливались ниже проектной отметки и проводились сложные и дорогостоящие работы по их возврату на траекторию. В связи с этим явлением скорость проходки механизированными комплексами оказалась намного меньше скорости немеханизированных щитов, и в конечном итоге бо́льшая часть перегонных тоннелей была построена немеханизированными щитами. Также установлена эвакуационная система пассажиров. В случае землетрясения все составы как можно быстрее достигают пункта назначения, после чего все пассажиры покидают составы, затем и саму станцию. Все действия сопровождаются работниками станций во избежание паники.
Было построено три метромоста через ташкентские каналы. Самый длинный метромост проложен между станциями «Новза» и «Миллий бог», второй — между станциями «Хамида Алимджана» и «Пушкинской». Оба метромоста — на Чиланзарской линии. Третий метромост расположен на Юнусабадской линии между станциями «Бадамзар» и «Шахристан».
В Ташкентском метрополитене действует линейная система движения поездов с пятью пересадочными узлами.

### Дальнейшее развитие

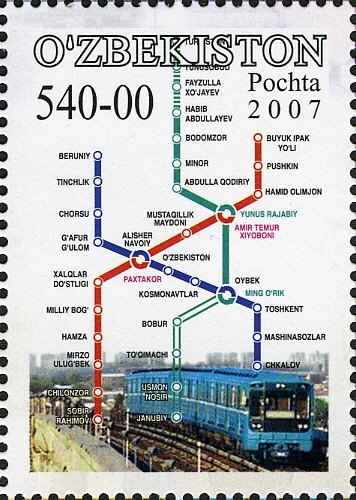
Почтовая марка почты Узбекистана к тридцатилетию Ташкентского метрополитена, 2007 год.

В конце августа 2001 года закончилось строительство новой третей линии метро — Юнусабадская длинной 7,6 км. 26 октября 2001 года линия была введена в эксплуатацию.
1 июня 2018 года в Ташкентском метрополитене отменили запрет на фото- и видеосъёмку.
28 марта 2019 года был представлен проект развития метрополитена до 2025 года. По плану протяжённость метро должна была возрасти более чем в четыре раза — до 157 километров, появится 74 станции, в том числе 17 пересадочных. Позже специалисты предложили достроить три подземные ветки метро, чтобы повысить эффективность работы общественного транспорта и загрузку подземки.
С 22 марта по 15 августа 2020 года работа метрополитена была временно приостановлена в связи с пандемией COVID-19.
29 августа 2020 года введены в эксплуатацию станции Юнусабадской линии «Юнусабад» и «Туркистон».
30 августа 2020 года введён в эксплуатацию первый участок четвёртой линии (позже получила название Линия Тридцатилетия независимости Узбекистана).
1 сентября было объявлено о планах продления Чиланзарской линии на север до жилого массива ТТЗ.
26 декабря открылся Сергелийский радиус Чиланзарской линии, состоящий из пяти станций.
17 декабря 2020 года четвёртой линии было официально присвоено название в честь 30-летия независимости Узбекистана.
18 марта 2021 года произошло столкновение двух составов в тоннеле между подземной станцией «Алмазар» и надземной станцией «Чаштепа», никто не пострадал.
В январе 2022 года появились планы по оснащению станций метро общественными туалетами. Первый подобный туалет в порядке эксперимента открылся на станции «Чиланзар».
23 марта 2023 года началось техническое движение поездов в тестовом режиме по пяти новым (от станции «Куйлюк» до станции «Курувчилар») станциям линии Тридцатилетия независимости Узбекистана протяжённостью в 7,7 км. 25 апреля участок был введён в эксплуатацию, станции имели временное цифровое обозначение, а 9 августа они официально получили свои названия.
С августа по декабрь 2023 года были закрыты станции Юнусабадской линии - Юнусабад и Туркестан.
15 декабря 2023 года началась обкатка двух новых станций на линии Тридцатилетия независимости Узбекистана — «Турон» и «Кипчак». 11 марта 2024 года станции приняли первых пассажиров.
22 апреля 2024 года станция «Космонавтов» внесена в перечень объектов культурного наследия Узбекистана.
1 августа 2024 года в Ташкентском метрополитене обновилась навигация. 16 декабря этого же года столичное метро впервые в своей истории обслужило 1 миллион пассажиров за один день.
20 марта 2025 года презентовали план по строительству новой линии из 10 станций, от станции Пушкинской (Салар) до ТТЗ. Предложили сделать первую половину линии наземной, а вторую подземной. Начало строительства начали 15 июня.
В июне 2025 года презентовали план по строительству новой линии из 9 станций, от станции Дустлик до Нового Ташкента. Предложили сделать первую половину линии наземной, а вторую подземной. С 8 июня начались трёхмесячные работы по реконструкции всех путей по всей линии Тридцатилетия независимости Узбекистана. В это время на всём протяжении линии запущены бесплатные автобусы, которые двигаются по графику работы линии метро.
С июля 2025 года на Чиланзарской линии начали появляться тематические поезда в честь Джадидов.
В июле-августе 2025 года 13 касс на станциях «Мирзо Улугбека», «Дружбы народов», «Пахтакор», «Хамида Алимджана», «Пушкина», «Дустлик», «Ташкент», «Айбека», «Тинчлик», «Шахристан», «Бадамзар», «Минор» и «Абдуллы Кадыри» закрылись, на их месте установили терминалы, работающие пока что в тестовом режиме. Для пассажиров доступно более 10 способов оплаты проезда, включая карты ATTO, банковские карты, мобильные приложения и оплату по отпечатку ладони.

## Пользование метрополитеном

### Оплата проезда

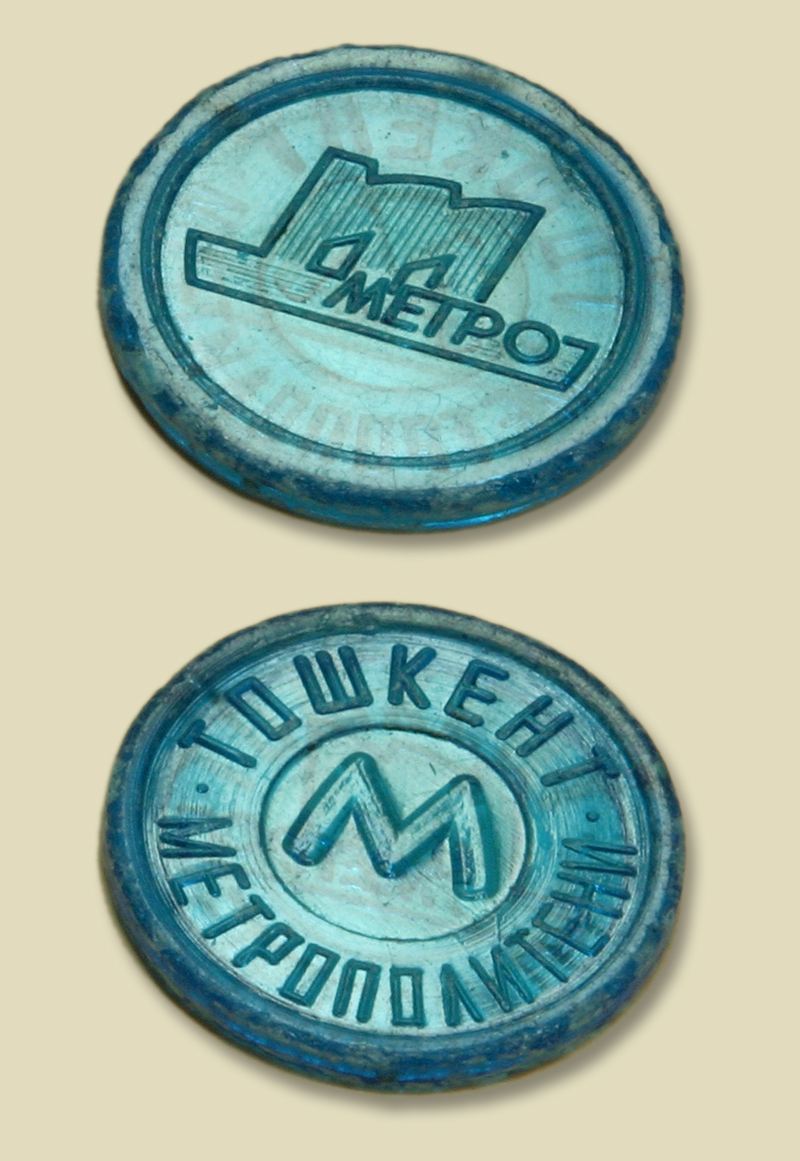
Жетоны Ташкентского метрополитена (использовались до 1 ноября 2020 года)

С 1 января 1996 года до 1 ноября 2020 года в метро использовались пластиковые жетоны для проезда. Таким образом, Ташкентский метрополитен стал шестым на постсоветском пространстве (после Москвы, Баку, Тбилиси, Харькова и Киева), отменившим жетонную оплату проезда в метро.
Первый эксперимент с вводом оплаты проезда банковскими картами был произведён в 2003—2006 годах. Однако в связи с отсутствием на тот момент в мире технологий бесконтактных банковских платежей транзакции обрабатывались гораздо медленнее, что в итоге привело к отмене данной системы
С 1 ноября 2020 года оплата в метрополитене Ташкента проходит только бесконтактным способом:
- через единые транспортные карты ATTO
- через банковские карты с чипом бесконтактной оплаты (Uzcard, HUMO, Visa, Mastercard, UnionPay)
- через QR-коды в мобильных приложениях Uzum Bank, Click, MyUzcard, Alif[38].
- с помощью одноразового бумажного билета с QR-кодом[39].

Первые турникеты для бесконтактной оплаты были установлены на станции метро «Дружба Народов» 7 августа 2019 года.
В декабре 2024 года введена оплата проезда по рисунку ладони MyID Palm. Для биометрической идентификации пассажира используется технология сканирования рисунка, образуемого венами на ладони. В марте 2025 года в приложении Click запущена оплата лицом FacePay. 
Стоимость
15 августа 2019 года стоимость проезда в метрополитене была установлена в размере 1400 узбекских сумов. С 1 октября 2023 года — 1700 узбекских сумов при оплате безналичными средствами и 2000 сумов при оплате наличными. С 1 января 2025 год плата за проезд наличными повысилась до 3000 сумов.
С марта 2017 года пенсионеры имели право бесплатного проезда в период с 10:00 до 16:00 часов. С апреля 2023 года пенсионеры получили право полного бесплатного проезда (в любое время).

### График работы
- Все линии работают с 05:00 утра до 00:00. После 00:00 станции работают только на выход[44].
- В определённые дни, например, связанные с празднованием Курбан хайита, метро работает с 04:00 утра.

### Сотовая связь и интернет
Местные мобильные операторы предоставляют свои услуги связи на всех станциях метро.
В 2025 году компания Ucell впервые установила базовые станции во всех туннелях метрополитена. Первый этап запуска базовых станции состоялся в марте в туннелях Чиланзарской. В июле запущены базовые станции в туннелях Узбекистанской линии. В августе ожидается запуск базовых станции в туннелях Юнусабадской линии.
7 октября 2019 года на всех станциях ташкентского метрополитена заработал доступ к бесплатному Wi-Fi.

### Навигация

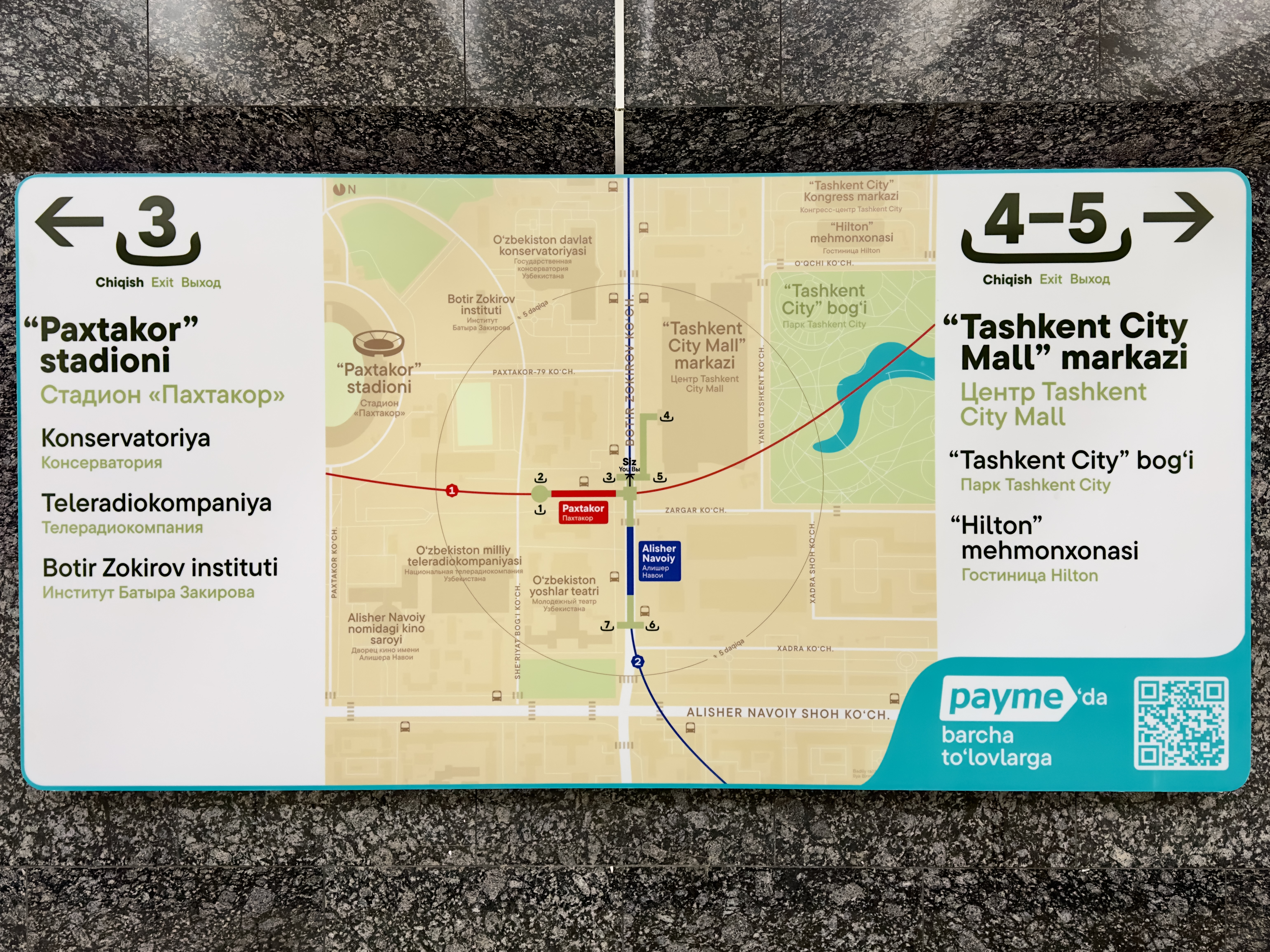
Обновлённая навигация с нумерацией выходов в переходе к станции «Пахтакор», 2024 год

Летом 2024 года на станциях метро «Пахтакор» и «Алишер Навои» появилась обновлённая навигация, разработкой которой занимался российский дизайнер Илья Бирман. Впервые введена нумерация входов и выходов из метро. Инициатором проекта выступили TBC Bank и Payme, на некоторых носителях нанесена их реклама. Позже эта навигация появилась и на других станциях.

### Туалеты
Туалеты и комнаты матери и ребёнка в метрополитене появились впервые 23 февраля 2022 года на станции «Чиланзар».
В 2024 году, после скандального случая, когда человек справлял нужду на перроне, было объявлено об установке туалетов на 9 станциях Чиланзарской, Узбекистанской и Юнусабадской линии.
Первый этап начался в ноябре 2024 года на станциях: «Буюк ипак йули», «Амир Темур хиёбони», «Пахтакор» и «Беруни». Второй этап включает станции: «Мустакиллик майдони», «Олмазор», «Чорсу», «Дустлик» и «Бодомзор».
14 февраля 2025 года открылся туалет на станции «Буюк ипак йули».
2 июля 2025 года открылся туалет на станции «Пахтакор».

## Линии Ташкентского метрополитена
|  |

|  |

|  |

|  |

|  |  |  |

|  |

|  |

|  |

|  |  |  |

|  |

|  |

|  |  |  |

|  |  |  |

|  |

|  |

|  |

|  |  |  |

|  |

|  |

|  |

|  |

|  |

|  |  |  |

|  |  |  |

|  |  |  |  |  |

|  |  |  |

|  |

|  |

|  |

|  |

|  |  |  |

|  |

|  |

|  |

|  |

|  |

|  |

|  |

|  |  |  |

|  |

|  |

|  |

|  |  |  |

|  |

|  |

|  |  |  |

|  |  |  |

|  |

|  |

|  |

|  |  |  |

|  |

|  |

|  |

|  |

|  |

|  |  |  |

|  |  |  |

|  |  |  |  |  |

|  |  |  |

|  |

|  |

|  |

|  |

|  |  |  |

|  |

|  |

|  |

|  |

|  |

|  |

|  |

|  |  |  |

|  |

|  |

|  |

|  |  |  |

|  |

|  |

|  |  |  |

|  |  |  |

|  |

|  |

|  |

|  |  |  |

|  |

|  |

|  |

|  |

|  |

|  |  |  |

|  |  |  |

|  |  |  |  |  |

|  |  |  |

|  |

|  |

|  |

|  |

|  |  |  |

|  |

|  |

|  |

|  |

|  |

|  |

|  |

|  |  |  |

|  |

|  |

|  |

|  |  |  |

|  |

|  |

|  |  |  |

|  |  |  |

|  |

|  |

|  |

|  |  |  |

|  |

|  |

|  |

|  |

|  |

|  |  |  |

|  |  |  |

|  |  |  |  |  |

|  |  |  |

|  |

|  |

|  |

|  |

|  |  |  |

|  |

|  |

|  |

|  |

|  |

|  |

|  |

|  |

|  |

|  |  |  |

|  |

|  |  |  |

|  |

|  |

|  |  |  |

|  |  |  |

|  |

|  |

|  |

|  |  |  |

|  |  |  |

|  |

|  |

|  |

|  |

|  |

|  |

|  |

|  |

|  |  |  |

|  |

|  |  |  |

|  |

|  |

|  |  |  |

|  |  |  |

|  |

|  |

|  |

|  |  |  |

|  |  |  |

|  |

|  |

|  |

|  |

|  |

|  |

|  |

|  |

|  |  |  |

|  |

|  |  |  |

|  |

|  |

|  |  |  |

|  |  |  |

|  |

|  |

|  |

|  |  |  |

|  |  |  |

|  |

|  |

|  |

|  |

|  |

|  |

|  |

|  |

|  |  |  |

|  |

|  |  |  |

|  |

|  |

|  |  |  |

|  |  |  |

|  |

|  |

|  |

|  |  |  |

|  |  |  |

|  |

|  |

|  |

|  |

|  |

|  |

|  |

|  |

|  |

|  |

|  |

|  |  |  |

|  |

|  |

|  |

|  |

|  |  |  |

|  |

|  |  |  |

|  |  |  |

|  |

|  |

|  |

|  |

|  |

|  |

|  |

|  |

|  |

|  |

|  |  |  |

|  |

|  |

|  |

|  |

|  |  |  |

|  |

|  |  |  |

|  |  |  |

|  |

|  |

|  |

|  |

|  |

|  |

|  |

|  |

|  |

|  |

|  |  |  |

|  |

|  |

|  |

|  |

|  |  |  |

|  |

|  |  |  |

|  |  |  |

|  |

|  |

|  |

|  |

|  |

|  |

|  |

|  |

|  |

|  |

|  |  |  |

|  |

|  |

|  |

|  |

|  |  |  |

|  |

|  |  |  |

|  |  |  |

|  |

|  |  |

|  |  |

|  |  |

|  |  |

|  |  |  |  |

|  |  |  |  |

|  |  |  |  |

|  |  |  |  |

|  |  |  |  |

|  |  |

|  |  |

|  |  |

|  |  |

|  |  |

|  |  |

|  |  |

|  |  |

|  |  |

|  |  |

|  |  |

|  |  |

|  |  |

|  |  |

|  |  |

|  |  |

|  |  |

|  |  |

|  |  |

|  |  |  |  |

|  |  |

|  |  |

|  |  |

|  |  |

|  |  |  |  |

|  |  |  |  |

|  |  |  |  |

|  |  |  |  |

|  |  |  |  |

|  |  |

|  |  |

|  |  |

|  |  |

|  |  |

|  |  |

|  |  |

|  |  |

|  |  |

|  |  |

|  |  |

|  |  |

|  |  |

|  |  |

|  |  |

|  |  |

|  |  |

|  |  |

|  |  |

|  |  |  |  |

|  |  |

|  |  |

|  |  |

|  |  |

|  |  |  |  |

|  |  |  |  |

|  |  |  |  |

|  |  |  |  |

|  |  |  |  |

|  |  |

|  |  |

|  |  |

|  |  |

|  |  |

|  |  |

|  |  |

|  |  |

|  |  |

|  |  |

|  |  |

|  |  |

|  |  |

|  |  |

|  |  |

|  |  |

|  |  |

|  |  |

|  |  |

|  |  |  |  |

|  |  |

|  |  |

|  |  |

|  |  |

|  |  |  |  |

|  |  |  |  |

|  |  |  |  |

|  |  |  |  |

|  |  |  |  |

|  |  |

|  |  |

|  |  |

|  |  |

|  |  |

|  |  |

|  |  |

|  |  |

|  |  |

|  |  |

|  |  |

|  |  |

|  |  |

|  |  |

|  |  |

|  |  |

|  |  |

|  |  |

|  |  |

|  |  |  |  |

## Характеристики станций
Ташкентский метрополитен состоит из четырёх линий, на них расположены 50 станций с пятью пересадочными узлами:
«Пахтакор» ↔ «Алишера Навои»
«Сквер Амира Тимура» ↔ «Юнус Раджаби»
«Айбек» ↔ «Минг Урик»
«Дустлик» ↔ «Технопарк»
«Чинар» ↔ «Кипчак»
Станции Ташкентского метрополитена делятся на:
- односводчатые, мелкого заложения (9);
- колонные, мелкого заложения (21);
- колонные, глубокого заложения (1);
- надземные (15);
- наземные (4);

## Подвижной состав

### Пассажирский подвижной состав
В 1977 году, к первому открытию метрополитена, в Ташкент было доставлено 20 четырёхвагонных составов, укомплектованных вагонами типов Еж3 (моторные головные) и Ем-508Т (моторные промежуточные), которые обслуживали его до 1985-86 годов. Некоторые вагоны Еж3 и Ем-508Т были отданы Тбилисскому и Бакинскому метрополитенам. С 1980 по 1993 год поступали составы модели 81-717/714, которые используются поныне (2022 г.). В 2001 году было закуплено пять новых составов 81-718/719, с 2019 по 2021 — пятнадцать новых составов 81-765/766/767.

#### 81-717/714: 1980 — н. в.
В 1980 году, к запуску второго участка Чиланзарской линии, начинается передача Ташкенту составов модели 81-717/714. Следующая передача 1984 года была предназначена для открытия Узбекистанской линии. С 1989 по 1993 год поступает модификация «.5». В общей сложности, к 1993 году, Ташкент получил в распоряжение 192 вагона (47 составов) 81-717 и 81-714. Стандартный цвет кузовов вагонов — голубой. Модель используется для обслуживания трёх линий: Чиланзарской, Узбекистанской и Юнусабадской. В 2012—2013 годах планировалась поставка новых вагонов модификации «.6» — 81-717.6/714.6., но этого не произошло. Вместо этого было решено провести капитально-восстановительный ремонт и местную модернизацию некоторых составов 81-717/714 и 81-717.5/714.5 на Ташкентском вагоноремонтном заводе. Вагоны были выкрашены в белый и синий цвета с красными окантовками, а головные вагоны получили маску. Среди изменений в интерьере: облицовочные панели белого цвета, оранжевые двери, окна с откидывающимися форточками (вместо сдвижных), синие обивки пассажирских сидений, изогнутые вертикальные поручни оранжевого цвета и линолеум на полу. Первые модернизированные вагоны появились летом 2015 года на Чиланзарской линии; немного позже появился второй вариант оформления с другой, округлой маской головного вагона.

#### 81-718/719: 2001 — н. в.
В начале сентября 2001 года российское ЗАО «Метровагонмаш», к открытию Юнусабадской линии, поставило «Ташгорпасстрансу» 20 вагонов модели 81-718/719 модификации «.0» и запасные части к ним на сумму $10,7 млн. Вагоны получили особые схему окраски и сочетание цветов: крыша, верхняя половина боковых стенок кузовов и двери были окрашены в салатовый цвет, нижняя половина — в голубой и разделительная полоса — в белый. На деле, было принято решение использовать эту модель для эксплуатации Узбекистанской линии. С 2019 года все составы этой модели перестали получать комбинированную окраску при проведении плановых ремонтных работ, и единственным для них цветом стал голубой.

#### 81-765/766/767: 2019 — н. в.
В конце июля 2019 года ЗАО «Метровагонмаш» выпустило первый четырёхвагонный состав модели 81-765/766/767 модификации «.5», предназначенной для поставок к открытию первого участка наземной кольцевой линии в Ташкенте. Приобретение составов данной модели обусловлено двумя важными причинами: недостаточным для обслуживания новых станций количеством имеющихся в депо подвижных составов и отсутствием рассчитанных на эксплуатацию под открытым небом моделей поездов. 19 сентября 2019 года 20 таких вагонов выехали в Ташкент, а в ночь с 28 на 29 сентября они добрались до места. 20 ноября 2019 года, после процедур по введению в эксплуатацию, состав 4001-4101-4102-4002 совершил свою первую поездку с пассажирами по Узбекистанской линии. За этим последовало введение в эксплуатацию остальных составов данной модели.
31 августа 2021 года в Ташкент прибыла первая партия из поставки 2021 года, предназначенной в первую очередь для обслуживания надземного участка Чиланзарской линии, состоящая из 20 вагонов. В октябре прибыла вторая партия поставки 2021 года, также состоящая из 5 метропоездов в четырёхвагонном исполнении. В феврале 2024 года в Ташкент прибыли ещё 3 состава.
В Ташкентском метрополитене используются составы из четырёх вагонов.
Обслуживает подвижной состав два депо: ТЧ-1 «Чиланзар» и ТЧ-2 «Узбекистан», а также в стадии строительства депо ТЧ-4 «Туркестан».

### Электродепо
| Действующие депо  | Дата открытия | Линии                                   | Пассажирский парк вагонов                                        | Координаты                      | Примечание                                                                  |
| ----------------- | ------------- | --------------------------------------- | ---------------------------------------------------------------- | ------------------------------- | --------------------------------------------------------------------------- |
| ТЧ-1 «Чиланзар»   | 6 ноября 1977 | Чиланзарская                            | 81-717/714, 81-717.5/714.5, 81-765.5/766.5/767.5                 | 41°14′56″ с. ш. 69°11′58″ в. д. | Депо соединяется подъездным путём с железнодорожной линией Ташкент — Хаваст |
| ТЧ-2 «Узбекистан» | 7 ноября 1987 | Узбекистанская, Кольцевая, Юнусабадская | 81-717/714, 81-717.5/714.5, 81-718.0/719.0, 81-765.5/766.5/767.5 | 41°17′11″ с. ш. 69°19′20″ в. д. | Депо соединяется подъездным путём с железнодорожной линией Ташкент—Хамза    |

## Пассажиропоток
По мере развития ташкентского метрополитена увеличивается общий и среднесуточный пассажиропоток.
| Год  | Перевезено пассажиров, млн чел. | Среднесуточная перевозка, тыс. чел. |
| ---- | ------------------------------- | ----------------------------------- |
| 2020 | 38,8                            | 106                                 |
| 2021 | 101,8                           | 278,1                               |
| 2022 | 136,7                           | 373,5                               |
| 2024 | 270,3                           | 738,5                               |

## Проекты развития
Линии «Салар»—«ТТЗ» и «Дустлик»—«Новый Ташкент»:
- линия метро «Салар»—"ТТЗ" состоящая из 10 станций и протяжённостью 10,8 километров и будет работа делаться в два этапа. Обсуждалось о планах построить линию в наземно-подземном исполнении. В озвученных планах линия метро будет начинаться от существующей железнодорожной станции «Салар» (пересадка траволатором на станцию «Пушкинская»), вдоль железнодорожной линии Ташкент—Чинаркент, и будет заканчиваться в районе автостанции на ТТЗ (где посёлок городского типа Юкори-Юз) (тут планируется ТПУ)[76][77]. Начало строительства начали 15 июня[30].
  - Обсуждалось дополнительное продление линии на 4 км до станции метро «Ташкент» (Северный вокзал) по Малой кольцевой автодороге через парк «Ашхабад»[76].
  - линия протяжённостью от станции метро «Дустлик» до «Нового Ташкента»[78], проходящая через строящийся новый аэропорт «Ташкент Восточный» и имеющая длину 12 километров.

Среди других обсуждаемых проектов значились:
- линия как продолжение Чиланзарской линии или отдельная линия от станции метро «Буюк Ипак Йули», через массив Карасу на «Новый Ташкент» через парк «Новый Узбекистан»[78];
- Также возможные продления существующих линий до окраин города и за город.

## Галерея

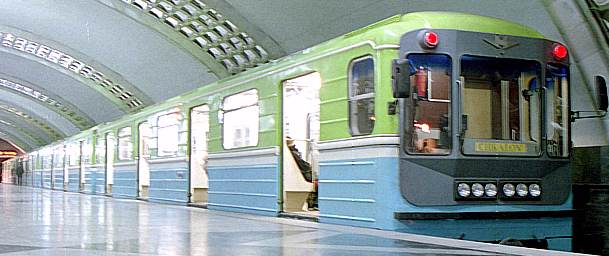
Поезд с вагонами моделей 81-718/719 для Ташкентского метрополитена на станции «Чкаловская» (ныне «Дустлик»), 2004 год
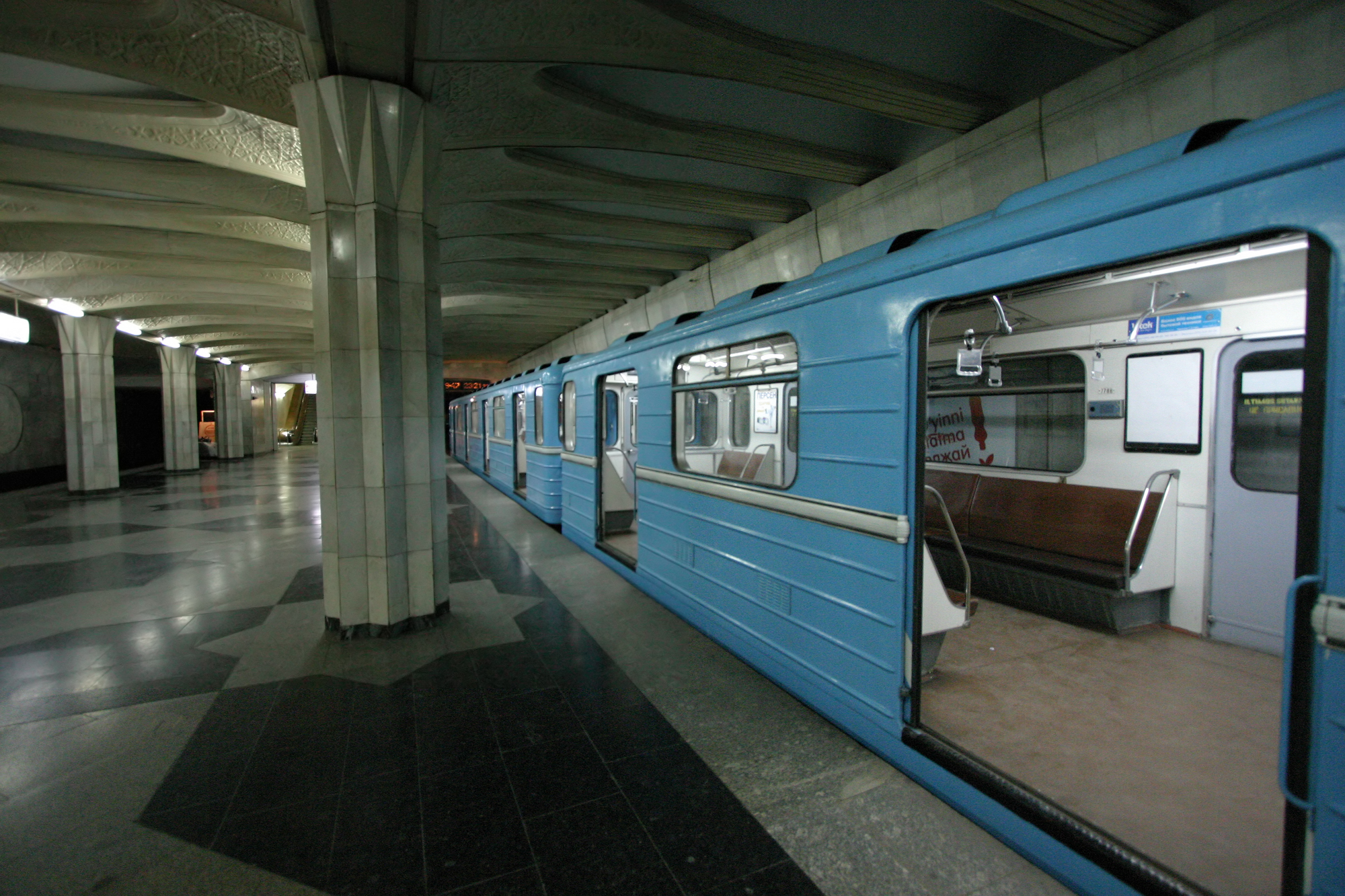
Поезд с вагонами модели 81-717/714 на станции «Дружба народов», 2007 год
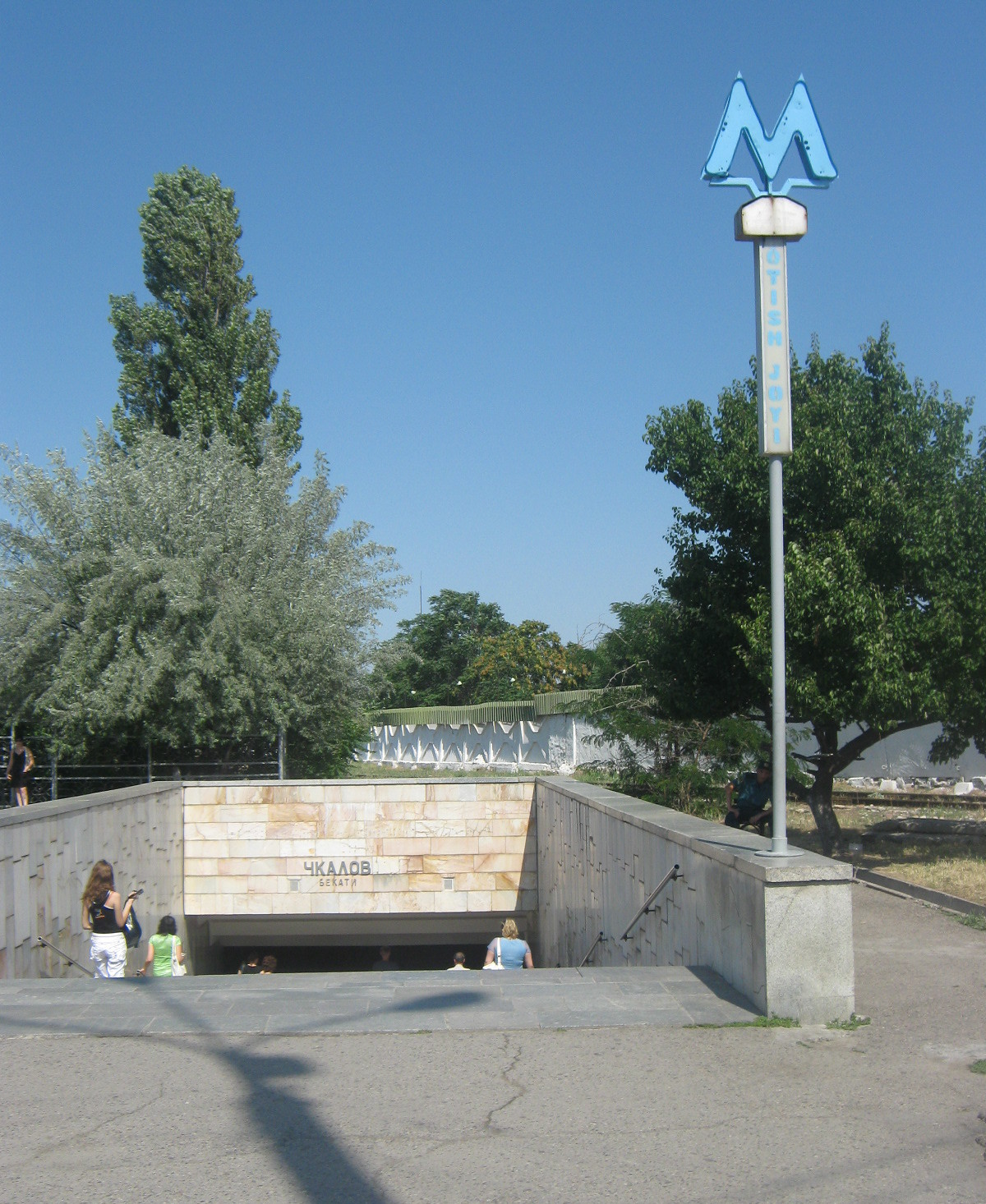
Спуск на станцию «Чкаловская» (ныне «Дустлик»), 2010 год
Станция «Тинчлик», 2018 год
Станция «Алишера Навои», 2018 год
Станция «Чорсу», 2018 год
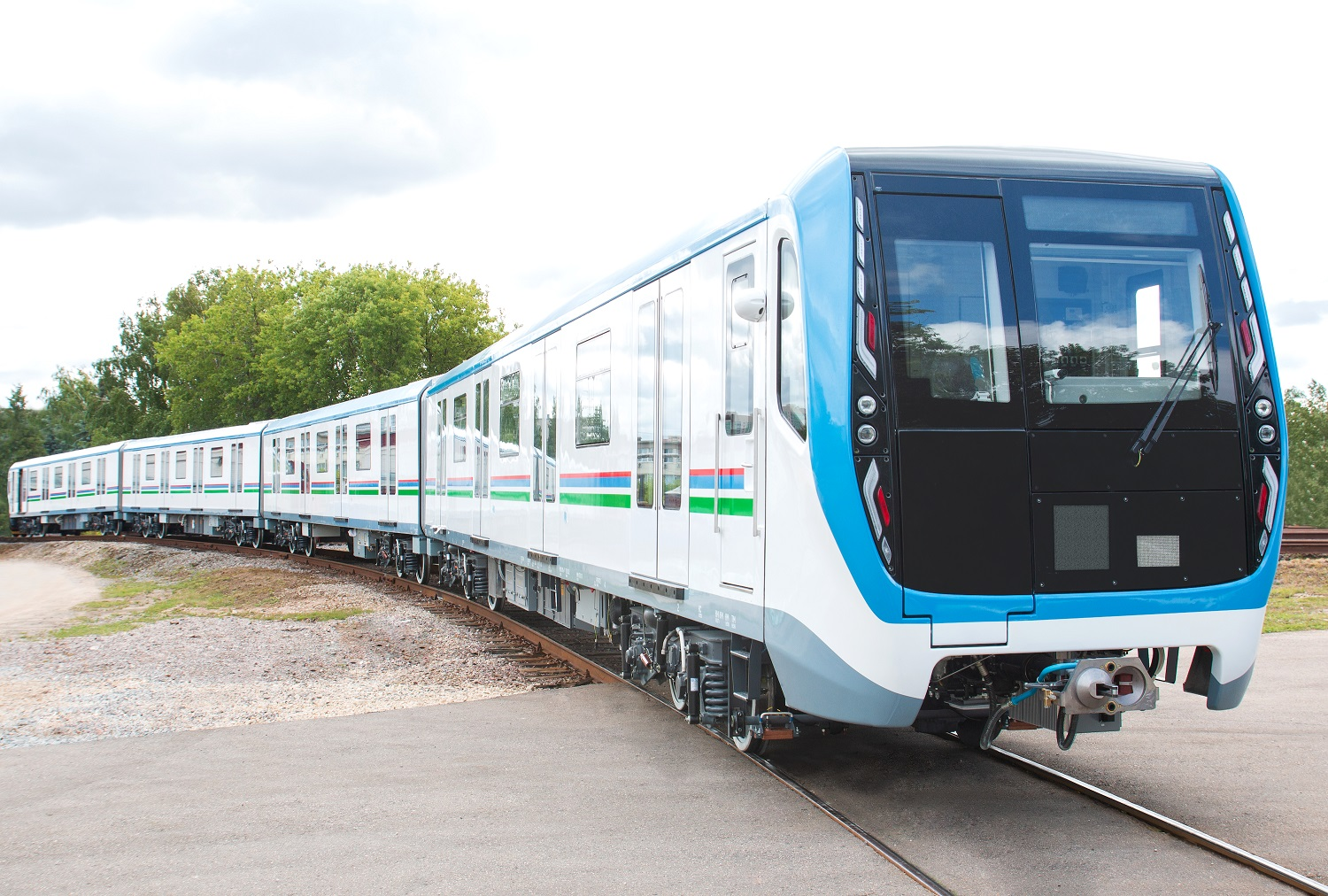
Поезд типа «Москва» для Ташкентского метрополитена на территории завода «Метровагонмаш», Мытищи, 2019 год
Станция «Абдулла Кодирий», 2020 год
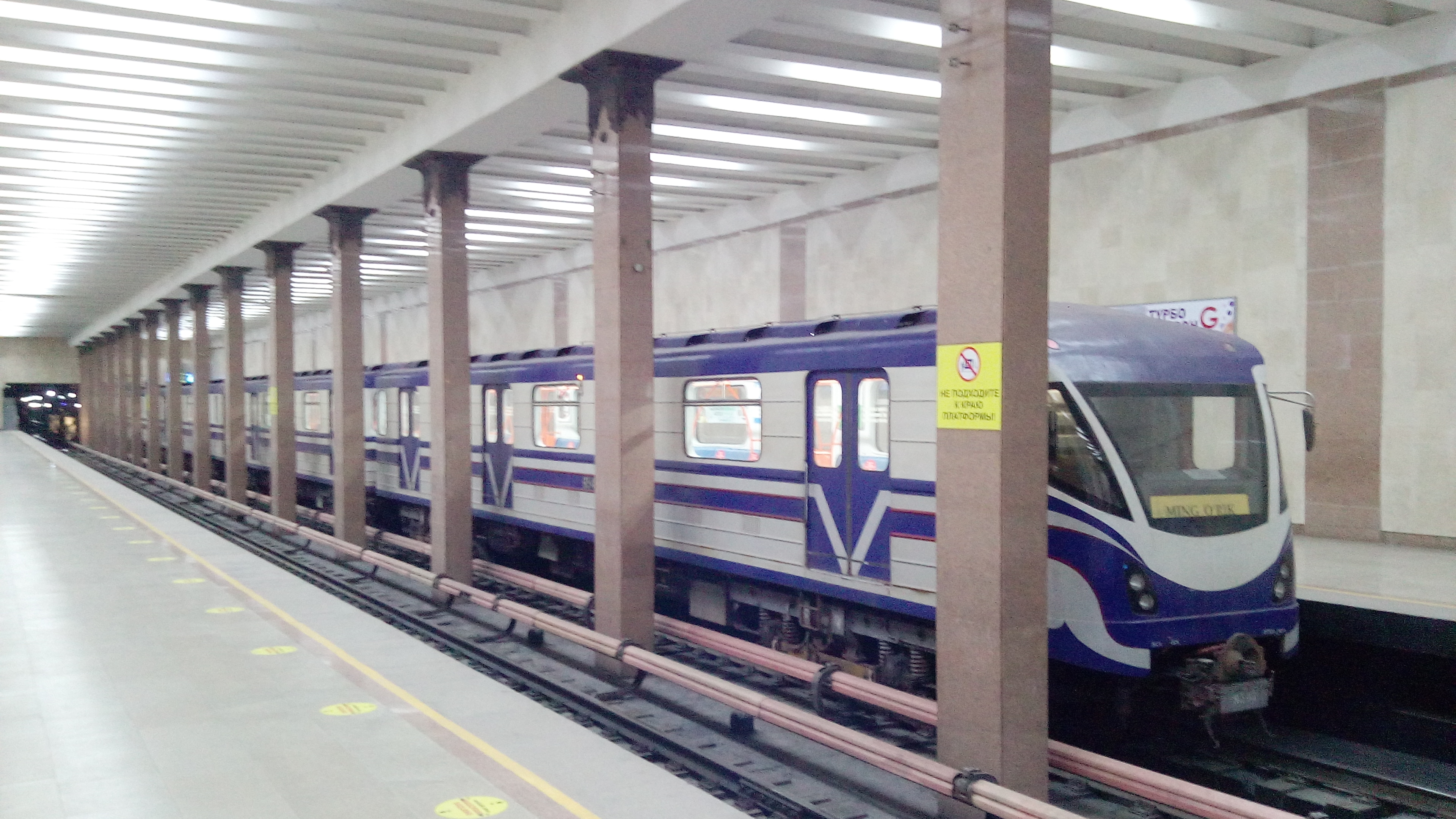
Станция «Шахристан», 2020 год
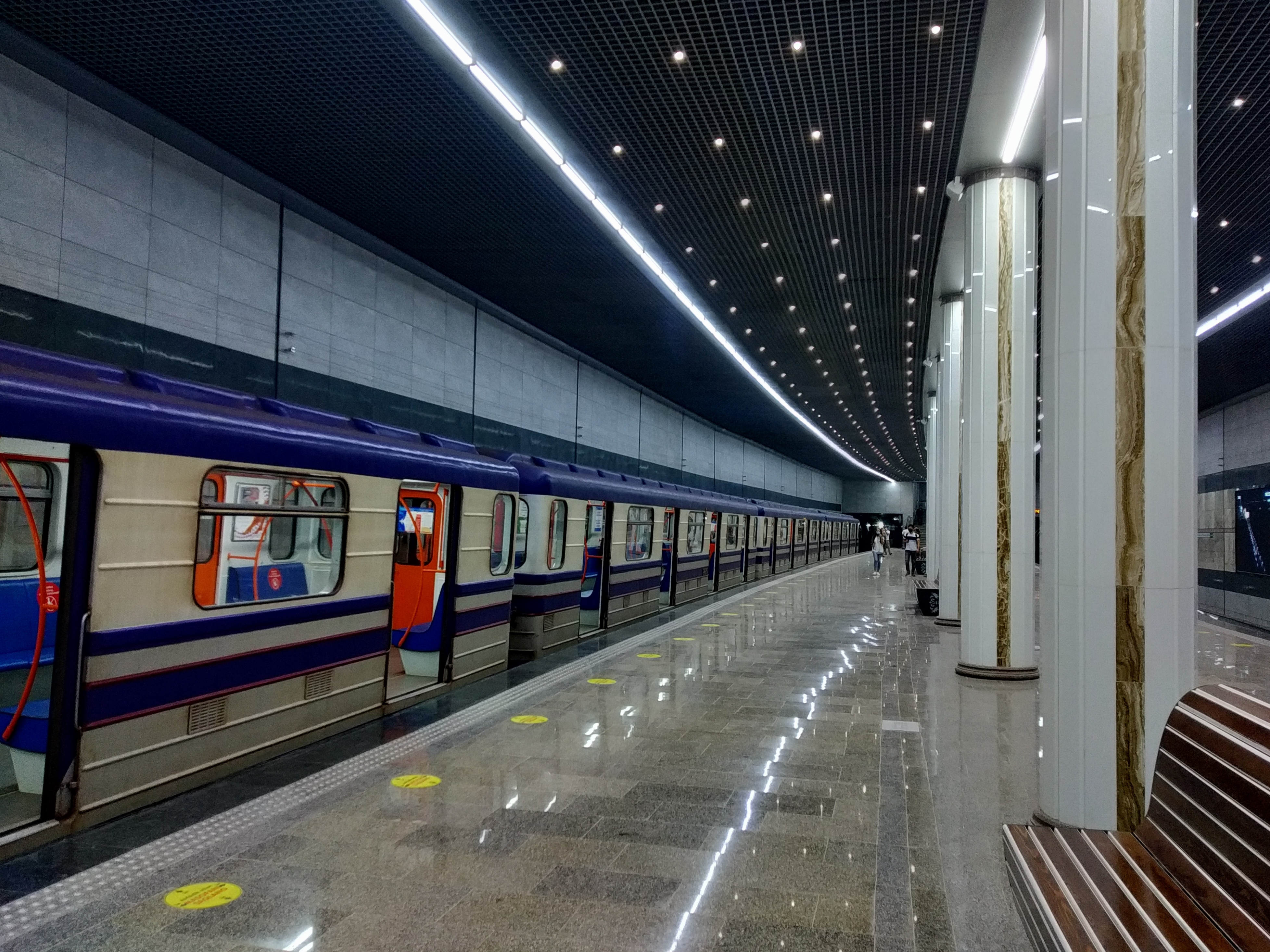
Станция «Юнусабад», 2020 год
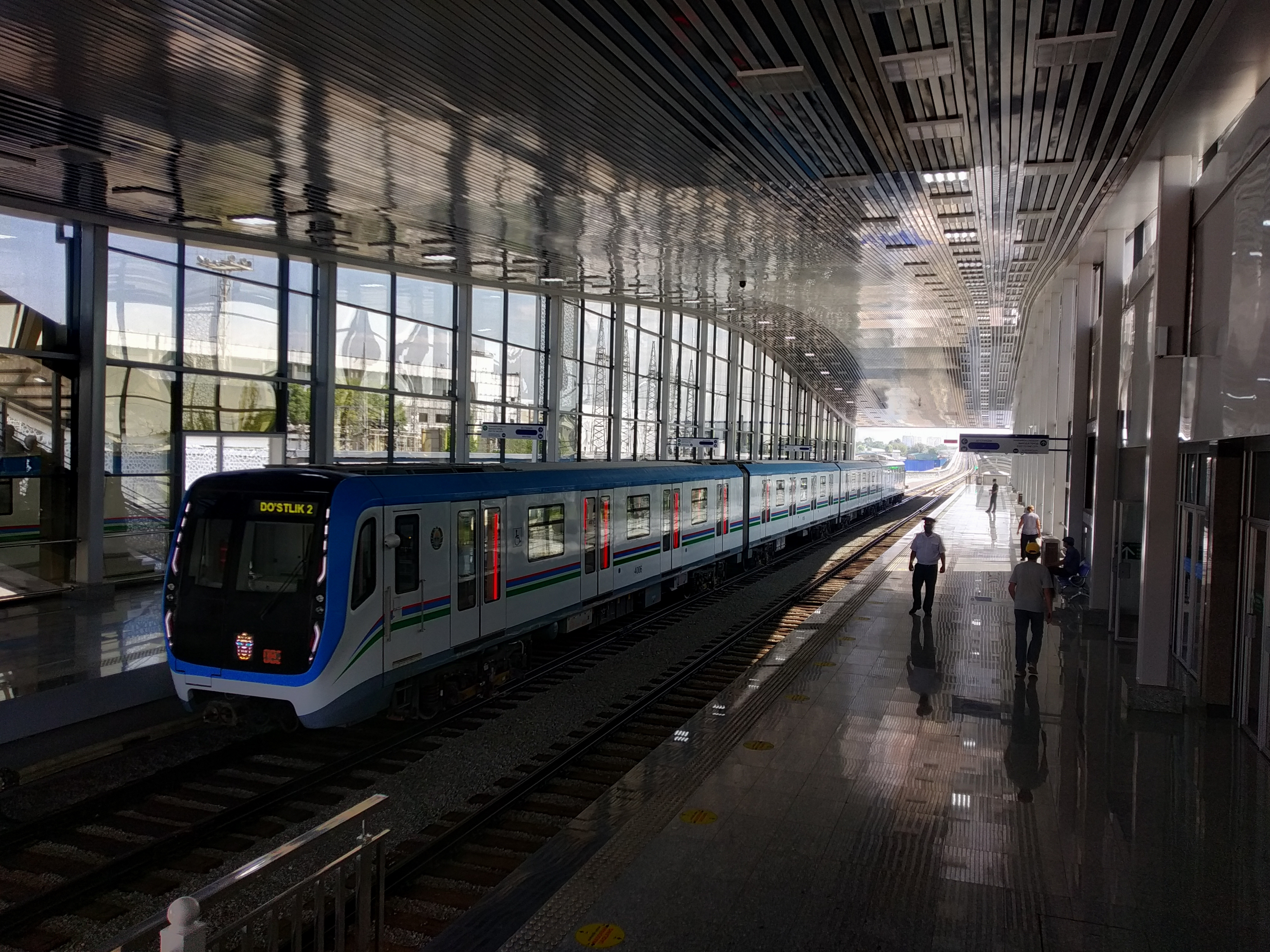
Состав «Москва» на станции «Технопарк», 2020 год
Станция «Туркистон», 2020 год
Станция «Гафура Гуляма», 2020 год
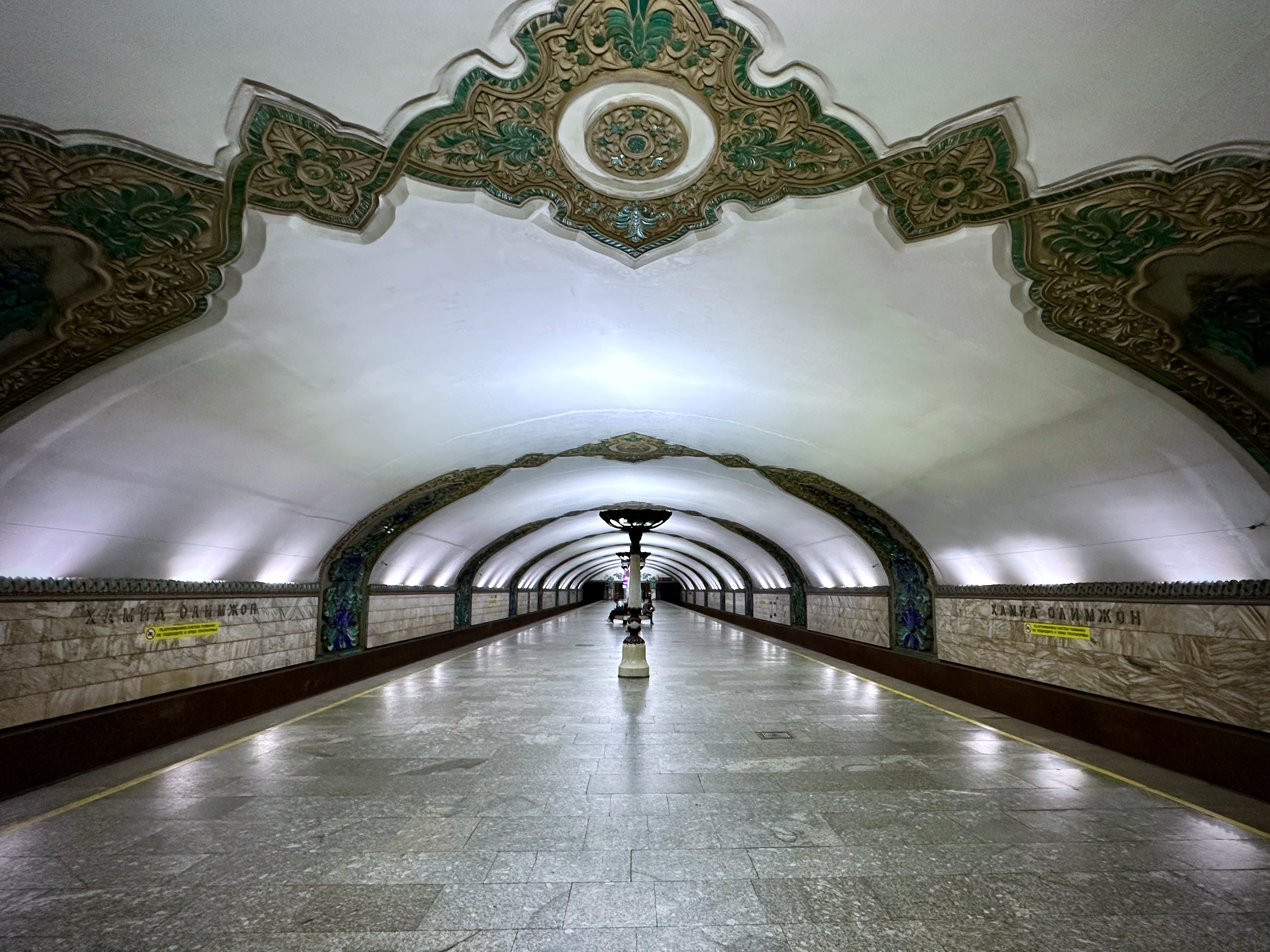
Станция «Хамида Алимджана», 2024 год